# Matt Faleuka
Pas d'image ? Cliquez ici

a Compétitions nationales et continentales officielles uniquement.

b Matchs officiels uniquement.
Dernière mise à jour le 5 juillet 2019.
Matthew Faleuka Tagelagi, né le 9 janvier 1979, connu sous le nom de Matt Faleuka, est un joueur de rugby à XV international niuéen. Il joue au poste d'ailier ou d'arrière. 

## Carrière
Faleuka est l'un des meilleurs joueurs de la petite nation insulaire de Niue, et il devient notamment le capitaine de son équipe nationale de rugby à XV. Il a joué pour Northland, en Nouvelle-Zélande, entre 2003 et 2006, avant de rejoindre le Rugby Parme en Italie en 2006-2007. 